# Geoidunduláció

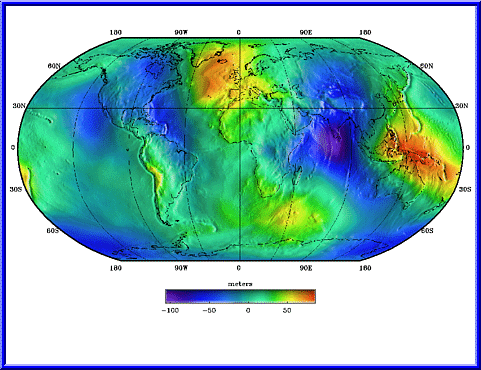
A geoidunduláció (az EGM96 geoidmodell és a WGS84 geodéziai dátum eltérése) térképi ábrázolása.

A geoidunduláció a geoidnak valamely geodéziai dátumtól való eltérése méter egységekben kifejezve. A geoidunduláció érthető úgy is, mint a fenti eltérés értéke egy-egy földi pontban, vagy úgy is, mint az eltérés térbeli eloszlása az egész Földön.
A geoidundulációra való utaláskor mindig meg kell adni, hogy mely geodéziai dátumra vonatkozik. A leggyakrabban (illetve általában, ha a dátum nincs feltüntetve) a globális illeszkedésű WGS84-hez képest adják meg. Ebben a legnagyobb negatív eltérést (kb. 120 m) India partjaitól délnyugatra, a legnagyobb pozitív értéket (+80 m) Új-Guinea környékén találjuk.
A geoidunduláció legfontosabb gyakorlati felhasználása manapság a GPS-vevőkben a tengerszint feletti magasság meghatározásánál van. A vevő a műholdpozíciók alapján alapvetően a WGS84-hez képest határozza meg a magasságot, és a tengerszint feletti magasságot a geoidunduláció ismeretében lehet kiszámolni. A modern GPS-vevők ezt már viszonylag részletesen tartalmazzák, és az eltérést számításba tudják venni.
A geoidundulációnak földtudományi jelentősége is van. Mivel  a geodéziai dátum egy szabályos test, forgási ellipszoid, ha  globálisan illeszkedő, tömegközépponti dátumra vonatkoztatunk, akkor a geoidunduláció ettől a szabályos testtől való eltérést adja meg, azaz tulajdonképpen a Föld alakjának a szabályostól való eltérését. Ezért abból, hogy ez az eltérés hol nagy (akár pozitív, akár negatív értelemben), geodinamikai következtetéseket lehet levonni.